# Campionati europei di atletica leggera 2018 - Eptathlon
Il concorso dell'eptathlon ai campionati europei di atletica leggera 2018 si è svolto il 9 e 10 agosto 2018.

## Podio
| Oro     | Nafissatou Thiam Belgio                 |
| Argento | Katarina Johnson-Thompson Gran Bretagna |
| Bronzo  | Carolin Schäfer Germania                |

## Record
Prima di questa competizione, il record del mondo (RM), il record europeo (EU) ed il record dei campionati (RC) sono i seguenti:
| Record                | Prestazione | Atleta                           | Data                                  | Competizione   |
| --------------------- | ----------- | -------------------------------- | ------------------------------------- | -------------- |
| Record mondiale       | 7291        | Jackie Joyner-Kersee Stati Uniti | 24 settembre 1988 Seul, Corea del Sud | Olimpiadi 1988 |
| Record europeo        | 7032        | Carolina Klüft Svezia            | 26 agosto 2007 Osaka, Giappone        | Mondiali 2007  |
| Record dei campionati | 6823        | Jessica Ennis Gran Bretagna      | 31 luglio 2010 Barcellona, Spagna     | Europei 2010   |

## Classifica finale
| Pos     | Atleta                    | Nazionalità   | Punti | Note                                     |
| ------- | ------------------------- | ------------- | ----- | ---------------------------------------- |
| Oro     | Nafissatou Thiam          | Belgio        | 6816  | Miglior prestazione mondiale stagionale  |
| Argento | Katarina Johnson-Thompson | Gran Bretagna | 6759  | Miglior prestazione personale            |
| Bronzo  | Carolin Schäfer           | Germania      | 6602  | Miglior prestazione personale stagionale |
| 4       | Ivona Dadic               | Austria       | 6552  | Record nazionale                         |
| 5       | Anouk Vetter              | Paesi Bassi   | 6414  |                                          |
| 6       | Kateřina Cachová          | Rep. Ceca     | 6400  | Miglior prestazione personale            |
| 7       | Xénia Krizsán             | Ungheria      | 6367  |                                          |
| 8       | Verena Preiner            | Austria       | 6337  | Miglior prestazione personale            |
| 9       | Géraldine Ruckstuhl       | Svizzera      | 6260  |                                          |
| 10      | Hanne Maudens             | Belgio        | 6104  |                                          |
| 11      | Esther Turpin             | Francia       | 6093  |                                          |
| 12      | Grit Šadeiko              | Estonia       | 6060  |                                          |
| 13      | Sarah Lagger              | Austria       | 6058  |                                          |
| 14      | Daryna Sloboda            | Ucraina       | 5999  |                                          |
| 15      | Alina Shukh               | Ucraina       | 5985  |                                          |
| 16      | Lecabela Quaresma         | Portogallo    | 5950  | Miglior prestazione personale stagionale |
| 17      | Rimma Hordiyenko          | Ucraina       | 5894  |                                          |
| 18      | Diane Marie-Hardy         | Francia       | 5794  |                                          |
| 19      | Maria Huntington          | Finlandia     | 5731  |                                          |
| 20      | Noor Vidts                | Belgio        | 5598  |                                          |
| 21      | Annik Kälin               | Svizzera      | 5572  |                                          |
| 22      | Lucia Vadlejch            | Slovacchia    | 5169  |                                          |
|         | Mareike Arndt             | Germania      | DNF   |                                          |
|         | Louisa Grauvogel          | Germania      | DNF   |                                          |
|         | Mari Klaup                | Estonia       | DNF   |                                          |
|         | Györgyi Zsivoczky-Farkas  | Ungheria      | DNF   |                                          |
|         | Lisa Linnel               | Svezia        | DNF   |                                          |
|         | Carmen Ramos              | Spagna        | DNF   |                                          |
|         | Bianca Salming            | Svezia        | DNF   |                                          |